# Valle de Valdeón

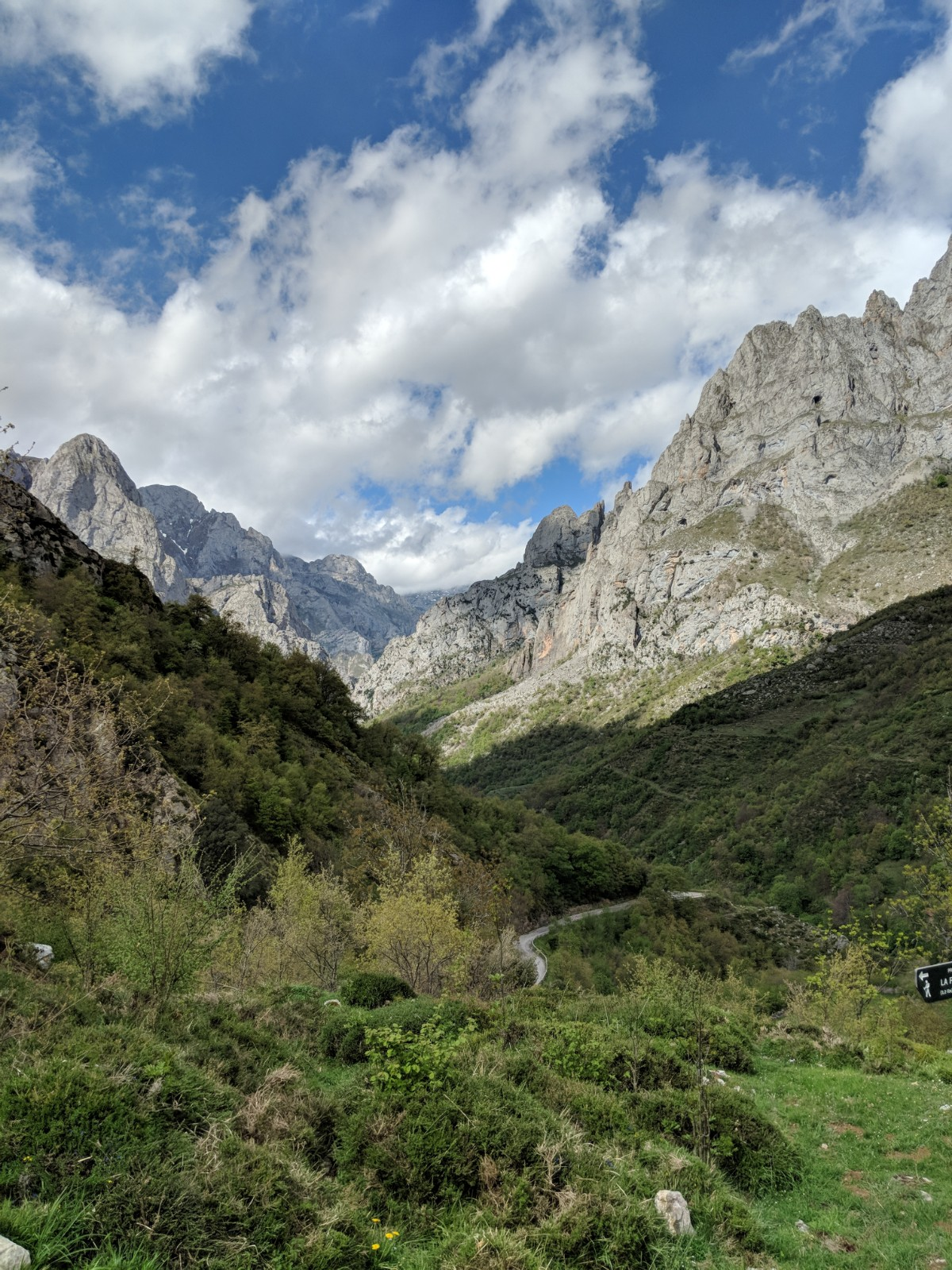
El Valle de Valdeón desde el Mirador del Tombo.

El Valle de Valdeón, en la Provincia de León (España), pertenece al Parque Nacional de Picos de Europa y está integrado en la Montaña Oriental. Limita al norte con Asturias y al este con Cantabria. Está enclavado entre el Cornión y Los Urrieles, los dos mayores macizos de Picos de Europa.
Cada 8 de septiembre los ocho pueblos del Valle de Valdeón festejan a su patrona, la Virgen de Corona, que descansa en la Ermita de Corona, entre Caín de Valdeón y Cordiñanes de Valdeón. Fue en esta ermita donde, según la leyenda, se coronó a Don Pelayo rey de los Astures, comenzando la Reconquista.

## Localidades
- Caín de Valdeón
- Santa Marina de Valdeón
- Caldevilla de Valdeón
- Cordiñanes de Valdeón
- Los Llanos de Valdeón
- Posada de Valdeón
- Prada de Valdeón
- Soto de Valdeón

## Historia

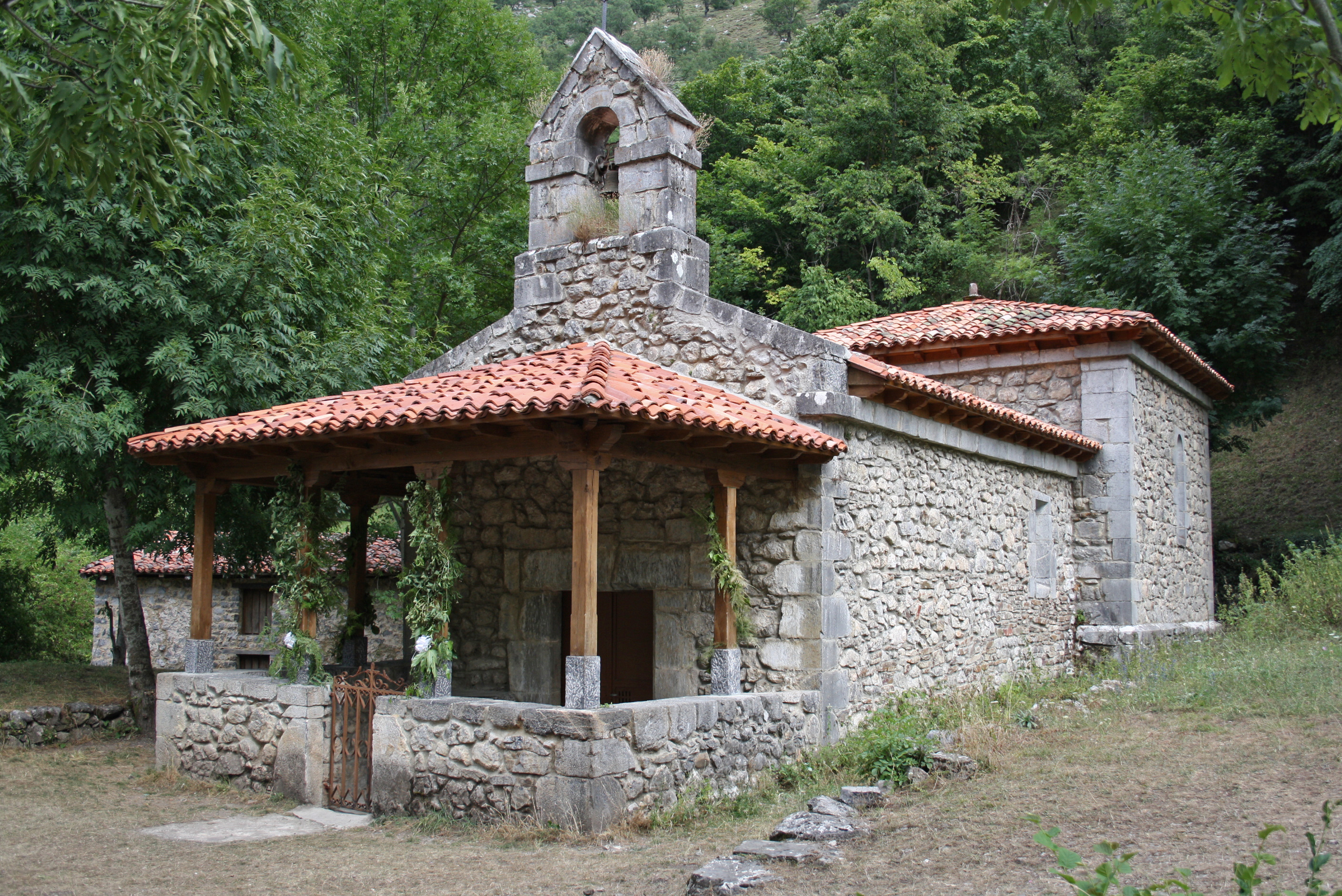
Ermita de Corona

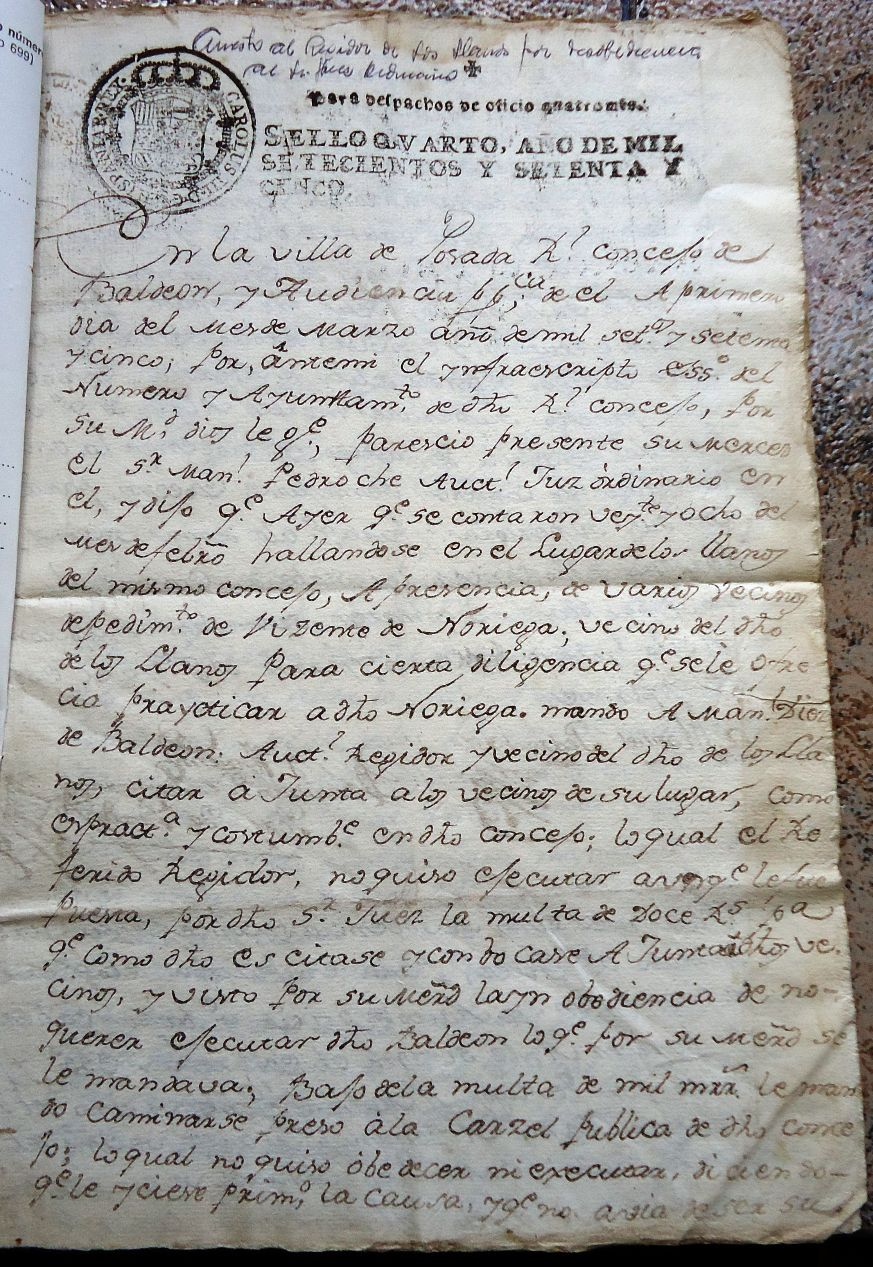
Posada de Baldeon 1775

En la Edad Media, el antiguo valle de Eone o Eione se componía de tres concejos independientes entre sí, ya que cada uno de ellos estaba sometido a una jurisdicción diferente: el de Caín era un concejo solariego; el de Santa Marina fue un concejo señorial perteneciente al arcediano de Mayorga; y el de Valdeón, formado por los pueblos de Posada, Prada, Los Llanos, Cordiñanes, Soto y Caldevilla, fue un concejo de realengo. A lo largo de la Edad Moderna los concejos señoriales de Caín y de Santa Marina pasaron a formar parte del alfoz o tierra del concejo de Valdeón transformándose definitivamente en un único municipio en el siglo XIX.
En Santa Marina de Valdeón existió un monasterio de posible fundación mozárabe, que adoptó la Regla de San Benito en el año 1081, cuando el rey Alfonso VI establece el coto originario delimitado por los lugares de El Cuerno, Remoña, Pandetrave y Montó y cuyo dominio monástico se extendía en el siglo XII desde dichos lugares hasta el concejo asturiano de Amieva, perteneciéndole las localidades de Argolibio, Cien, Vega de Cien y Carbes en Asturias, así como varios lugares en el valle de Corona y, entre ellos, un monasterio fundado allí por los propios monjes de Santa Marina en el año 1093 que llevaba por advocación la de San Isidoro. Esta es la mención más antigua a la existencia de un templo cristiano en Corona, pues la ermita de Nuestra Señora no se documenta antes de la Edad Moderna. En 1990 se dio a conocer el hallazgo de un fragmento de biblia del siglo X en escritura visigótica, encontrado por Elena E. Rodríguez Díaz en Santa Marina de Valdeón, que hoy se conserva en el Archivo Histórico Diocesano de León.
Además del monasterio de Santa Marina, muy ambicionado por el vecino cenobio de Santo Toribio de Liébana, también están documentados en Valdeón los monasterios de San Pedro de Soto, San Sebastián, San Isidoro en Corona, San Pedro de Barrejo, del que hoy conocemos su cementerio medieval, y la iglesia de Santa Eulalia, que conserva una pila bautismal románica, datada en el año 1158. Recientemente, la arqueología ha desenterrado las ruinas medievales de una iglesia dedicada a San Juan en la localidad de Posada.
En los años 1920, junto con las obras públicas hechas en la garganta del Cares, se construyó una pequeña Ermita para albergar la imagen de la Virgen de Corona en el lugar donde tradicionalmente se hacía la romería que hoy continúa.
Hasta los años setenta del siglo XX, la falta de carretera mantenía al valle aislado durante los inviernos